# Nano-Bioanalytik-Zentrum Münster

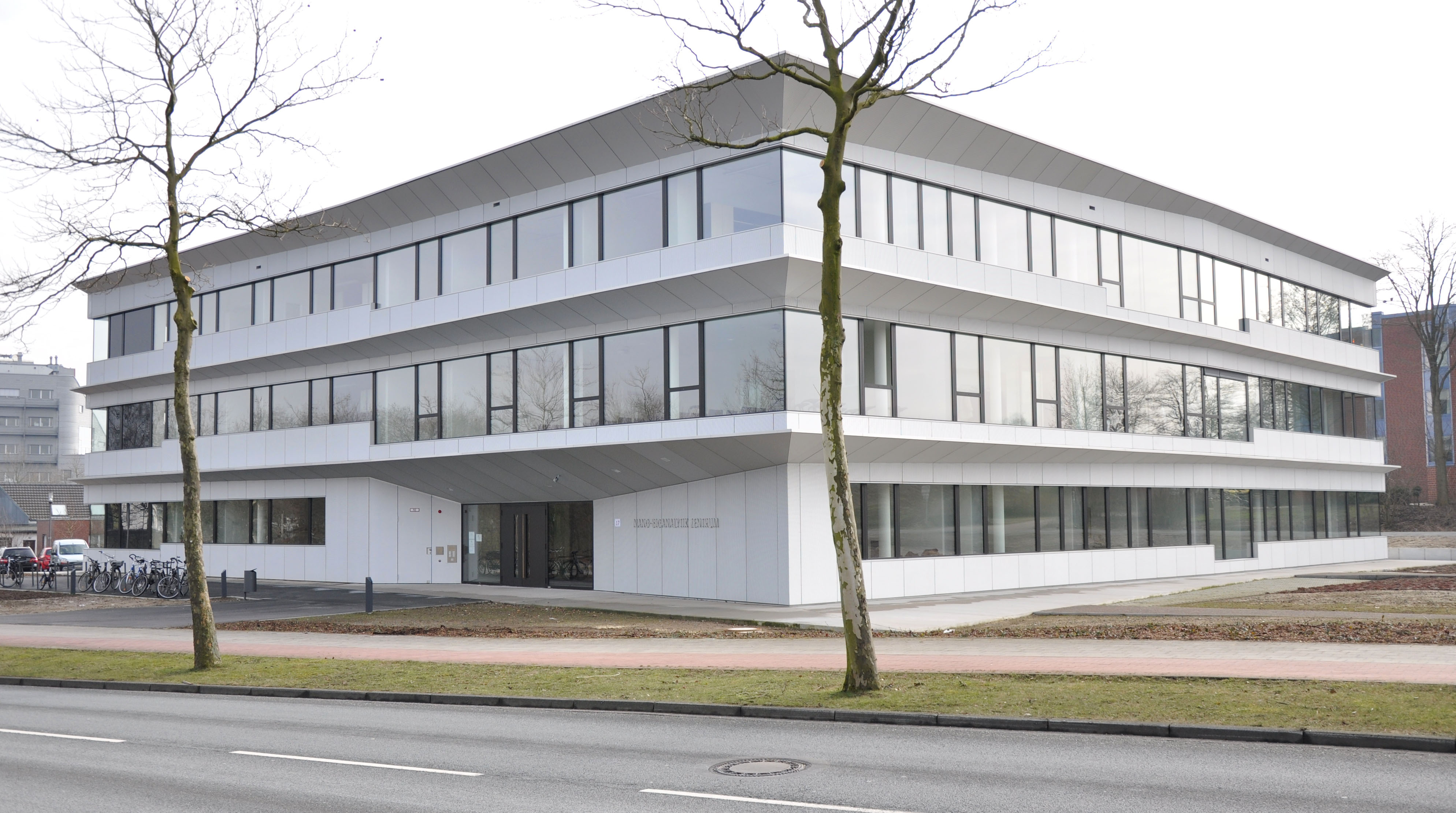
Das Nano-Bioanalytik-Zentrum an der westlichen Spitze des Wissenschaftsparks Münster

Im Nano-Bioanalytik-Zentrum Münster (NBZ) entwickeln Higtech-Firmen sowohl Produkte als auch analytische Methoden und Geräte zur Charakterisierung von Nanomaterialien in biologischen Proben. In der Schnittstelle zwischen Grundlagenforschung und industrieller Anwendung schließt das NBZ die Wertschöpfungskette im Cluster Nanobioanalytik Münster. Zudem ist das Zentrum beispielhaft für die Landesstrategie Fortschritt. NRW des Wissenschaftsministeriums NRW. Die Europäische Union und das Land Nordrhein-Westfalen haben den im Januar 2013 eröffneten Neubau mit mehr als zehn Millionen Euro gefördert.

## Gebäude und Infrastruktur

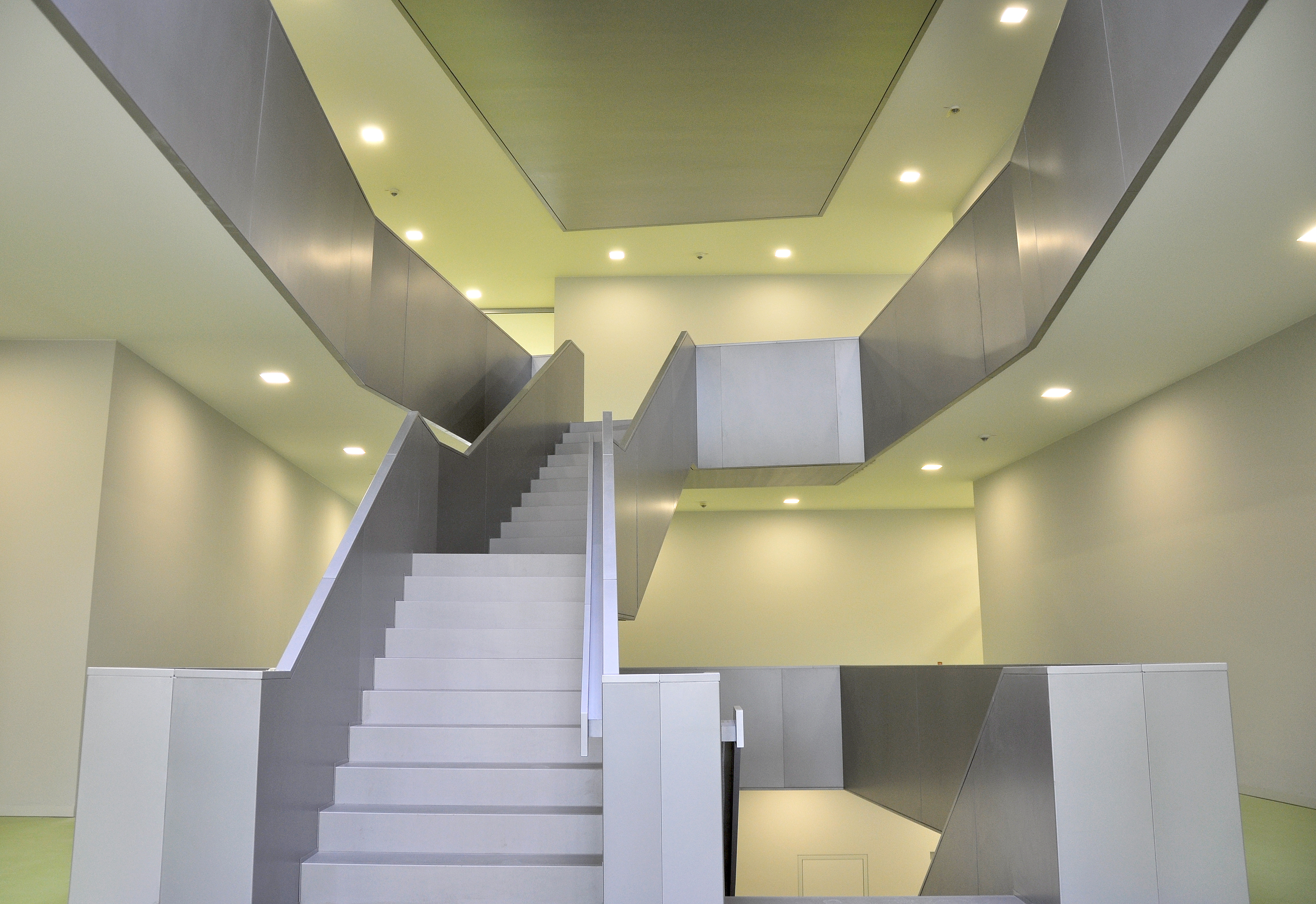
Innenaufnahme des Nano-Bioanalytik-Zentrums (NBZ) Münster. Blick des Besuchers auf das Treppenhaus im 1. und 2. OG.

Das NBZ wurde nach einem Entwurf des Berliner Architektenbüros Volker Staab realisiert. Auf insgesamt 1.700 Quadratmetern vermietbarer Büro- und Laborflächen befinden sich mehrere Physik-, Biologie- und Chemie-Einheiten. Die hier ansässigen Firmen können auf Spezialgeräte im Wert von sechs Mio. Euro auf Mietbasis zugreifen. Weiterhin unterstützt sie ein Biomedizinisches Technologiezentrum der Medizinischen Fakultät der Westfälischen Wilhelms-Universität bei der Entwicklung und Marktanalyse von neuen Produkten. Die Gebäudeinfrastruktur berücksichtigt auch schwingungsfreie Böden für präzise Messtätigkeiten.
Der Bau des dreistöckigen NBZ kostete insgesamt 16,2 Millionen Euro. Neben der 3,8 Millionen Euro Förderung vom Land NRW und 6,4 Millionen Euro von der EU investierten die Stadt Münster und die Wirtschaftsförderung Münster GmbH jeweils 1,5 Millionen Euro in das NBZ.

## Geschichte
Initiator des NBZ war die Gesellschaft für Bioanalytik Münster. Die Initiative entwickelte mit angebundenen Unternehmen ein erstes wissenschaftliches Konzept sowie einen praxisnahen Entwurf zur Nutzung des Gebäudes. Die Idee basiert auf der Ergänzung der am Nanobiotechnologie-Standort Münster vorhandenen Grundlagenforschung um ein Zentrum für anwendungsorientierte Firmen. Die auf die Nanobioanalytik ausgerichtete Netzwerkarbeit erlaubt die Lösung komplexer bioanalytischer Fragestellungen der Medizin-, Pharma- sowie Lebensmittel- und Umweltindustrie in den Bereichen Forschung und Entwicklung, Qualitätssicherung und Produktionsmanagement.

## Lage und wissenschaftliches Umfeld
Das Nano-Bioanalytik-Zentrum liegt an der westlichen Spitze des Wissenschaftsparks Münster. Hier befinden sich neben dem NBZ auch das Zentrum für Nanotechnologie (CeNTech), das Max-Planck-Institut für Molekulare Biomedizin, das European Institute for Molekular Imaging (EIMI) und der Technologiehof mit Technologieförderung Münster GmbH und technologieorientierten Firmen. Zudem wird neben dem NBZ das Center for Soft Nanoscience (SON) der Universität Münster gebaut. Des Weiteren prägen die physikalischen, chemischen, medizinischen bzw. pharmazeutischen Instituten der Westfälischen Wilhelms-Universität und das Universitätsklinikum Münster das wissenschaftliche Umfeld. Nebenan liegen das Batterieforschungszentrum Münster Electrochemical Energy Technology (MEET) der Universität Münster und die Fachhochschule Münster.